# 尼地乡
尼地乡，是中华人民共和国四川省凉山彝族自治州昭觉县曾经下辖的一个乡。2021年1月12日，撤销尼地乡，其所属行政区域为解放沟镇的行政区域。

## 行政区划
尼地乡撤销前下辖以下地区：
宜牧署觉村、署觉洼五村和洼里洛村。